# Leopold Rejniak
Leopold Józef Rejniak (ur. 26 stycznia 1927 w Łomży, zm. 1 września 2010) – polski naukowiec, lekarz, profesor nauk medycznych.

## Życiorys
Ukończył Szkołę Powszechną w Łomży. W 1948 ukończył Liceum Pedagogiczne w Białymstoku. W latach 1950–1951 pracował jako nauczyciel biologii w Michałowicach. W tym czasie rozpoczął studia na Wydziale Matematyczno-Przyrodniczym Uniwersytetu Warszawskiego, które jednak zmuszony był przerwać. W latach 1951–1952 pracował jako laborant w Zakładzie Mikrobiologii, a następnie, do 1968, w Zakładzie Anatomii Patologicznej Akademii Medycznej w Białymstoku. Równolegle studiował na AMB, którą ukończył w 1960 uzyskując tytuł lekarza. W 1962 na AMB uzyskał stopień naukowy doktora nauk medycznych. W 1967 uzyskał stopień docenta. W 1967 został oddelegowany do prowadzenia dydaktyki w Zakładzie Histologii i Embriologii, a rok później objął w nim stanowisko kierownika. W 1978 uzyskał tytuł naukowy profesora nadzwyczajnego, a w 1994 tytuł profesora zwyczajnego. W 1997 przeszedł na emeryturę. Posiadał specjalizację II stopnia z anatomii patologicznej.
W latach 1969–1980 pełnił przez dwie kadencje funkcję prodziekana Wydziału Lekarskiego z Oddziałem Stomatologicznym Akademii Medycznej w Białymstoku.
Odznaczony Krzyżem Kawalerskim Orderu Odrodzenia Polski, Złotym Krzyżem Zasługi, Medalem Komisji Edukacji Narodowej, Medalem za Długoletnie Pożycie Małżeńskie (2000), Srebrną Odznaką „Zasłużony Białostocczyźnie” oraz odznaką „Za wzorową pracę w służbie zdrowia”.